# Гараманти

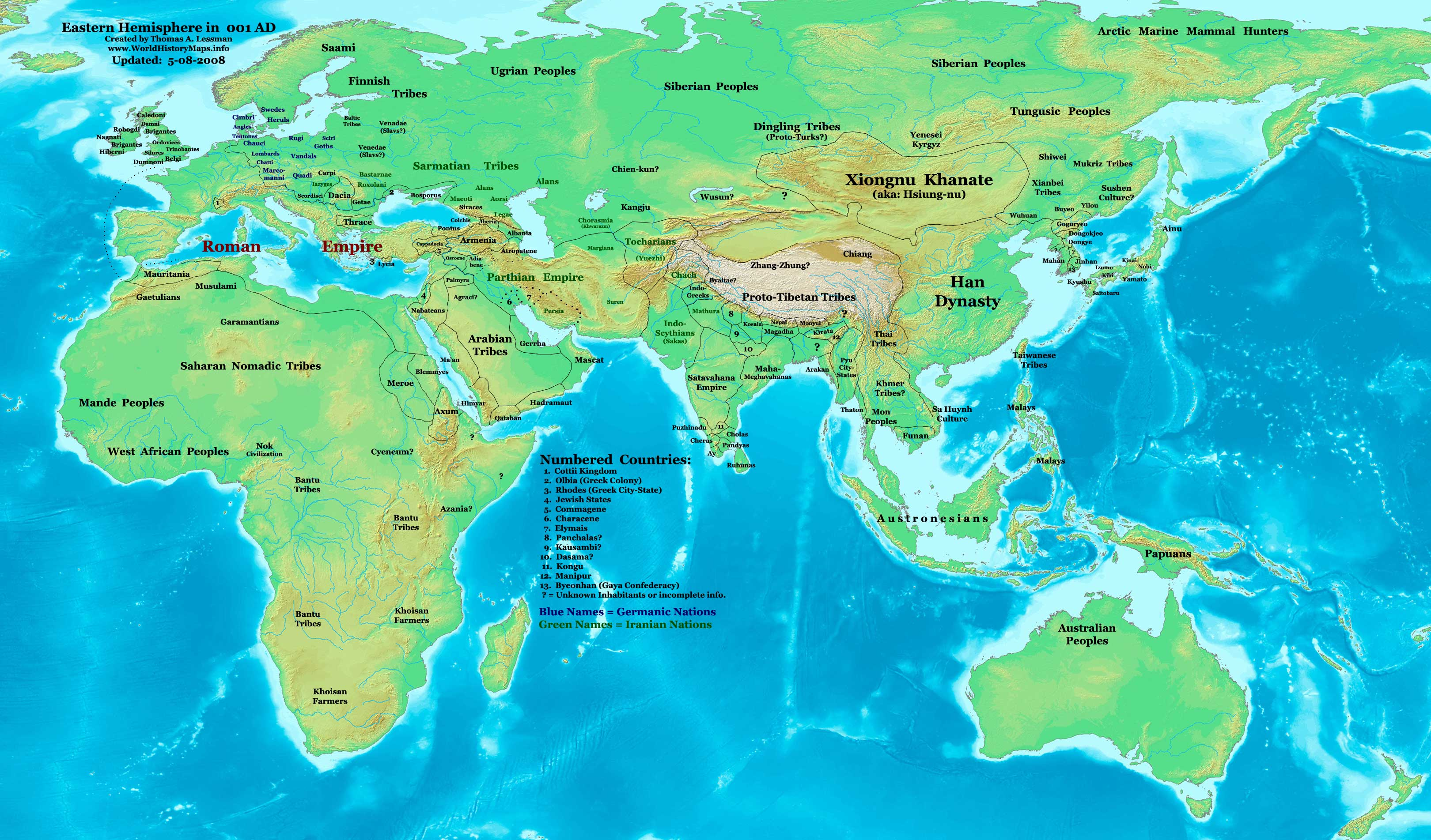
Гараманти на політичній мапі Східної півкулі близько 1 р. н. е. Гарамантида знаходилася на південь від Римської Африки.

Гараманти (грец. Γαράμαντες, звідти до лат. Garamantes) — античний народ, який жив в VI ст. до н. е. — VIII ст. н. е. на території північної Сахари та південному узбережжі Середземного моря на території сучасної Лівії та деяких сусідніх держав. Держава гарамантів на теренах нинішнього Феццану в I тис. до н.е. мала значний вплив у регіоні, згадується в багатьох античних джерелах.
Гараманти були автохтонним населенням Феццану, вважається, що вони були прямими нащадками скотарів неолітичної Сахари.
Гараманти вже в середині I тис. до н.е. займалися землеробством, оазисним садівництвом, розводили худобу та коней, вели торгівлю.  Найбільші міста — Гарама та Гіра. Певний час велася торгівля з карфагенянами.

## Історичні згадки
Гараманти по собі залишили безліч пам'ятників культури — наскельні малюнки, руїни фортець, могильники. Гарамантів згадує Геродот бл. 500 р. до н. е. у своїй «Історії» як «вельми чисельне плем'я». Наскельні малюнки свідчать про європеоїдну зовнішність гарамантів, це дозволяє припустити їх зв'язок із «народами моря», насамперед пеласгами, які вдиралися в Північну Африку, зокрема в Лівію наприкінці II тис. до н. е. Нащадками гарамантів вважають себе сучасні туареги, які використовують їхню писемність, давньолівійське письмо, хоча мова власне гарамантів невідома, а їх нечисленні писемні артефакти ще не розшифровані.

## Гарамантида
В середині I тис. до н. е. держава гарамантів була однією з найбільших та наймогутніших на півночі Африки. Гараманти знали технологію колісниць, які запрягали четвериком. На них вони здійснювали напади на сусідні держави та народності, зокрема негроїдне населення на південь від Гарамантиди.
У 21 р. до н. е. римський полководець, тодішній проконсул римської Африки, Луцій Корнелій Бальб захопив 15 міст Гарамантиди, включаючи столицю — місто Гарама. Як згадка римських завоювань, залишилася мозаїка на підлозі римської вілли біля Лептіс-Магни, де зображені полонені гараманти.
Збереглися згадки про участь гарамантів у антиримському північноафриканському повстанні Такфарината та нападі на місто Лептіс.
Після падіння Римської імперії, гараманти повернули собі незалежність, хоча вже не змогли відновити колишню могутність. Остаточно Гарамантида припинила своє існування в VII ст. внаслідок арабської навали. Нині нащадками гарамантів вважають себе туареги — берберський народ центральної Сахари, який використовує гараманський алфавіт.